# لونت مک‌کی
لونـِت مک‌کی (انگلیسی: Lonette McKee؛ زادهٔ ۲۲ ژوئیهٔ ۱۹۵۴) یک هنرپیشه، و فیلم‌نامه‌نویس اهل ایالات متحده آمریکا است. وی از سال ۱۹۷۰ میلادی تاکنون مشغول فعالیت بوده‌است.

## گزیدهٔ آثار

### سینما
- او از من متنفر است (۲۰۰۴)
- هانی (۲۰۰۳)
- مردان افتخار (۲۰۰۰)
- او بازی را برد (۱۹۹۸)
- مالکوم ایکس (۱۹۹۲)
- تب جنگل (۱۹۹۱)
- نزدیک نیمه‌شب (۱۹۸۶)
- میلیون‌ها بروسترس (۱۹۸۵)
- انجمن پنبه (۱۹۸۴)
- کوبا (۱۹۷۹)

### تلویزیون
- نظم و قانون: واحد قربانیان ویژه (۲۰۰۲)
- ایکوالایزر (۱۹۸۵)